# Bodiluddelingen 2003
Bodiluddelingen 2003 blev afholdt den 2. marts 2003 i Imperial i København og markerede den 56. gang at Bodilprisen blev uddelt.
Susanne Biers dogmefilm Elsker dig for evigt blev uddelingens store vinder med i alt tre priser; for bedste danske film og for bedste mandlige og kvindelige birolle. Paprika Steen slog rekord, da hun ikke blot én gang, men hele to gange kunne gå på scenen og modtage en Bodil-pris, da hun vandt prisen for både bedste kvindelige hovedrolle for Okay og prisen for bedste kvindelige birolle for Elsker dig for evigt. At én skuespiller vandt to priser under samme uddeling var ikke set siden 1949, hvor det skete for Karin Nellemose. Jesper Christensen var nomineret hele to gange i kategorien bedste mandlige birolle for Okay og Små ulykker, men denne pris gik til Nikolaj Lie Kaas, der med sin nu tredje Bodil-pris, var den første (og hidtil eneste) skuespiller til at have modtaget tre Bodil-priser inden sin 30 års fødselsdag. Endelig gjorde de nominerede til bedste danske film sig bemærket, da der for første gang i Bodilens historie var en overvægt af kvindelige instruktører, som bestod af Susanne Bier, Annette K. Olesen og Lone Scherfig.
Uddelingens Æres-Bodil blev tildelt Kim Fupz Aakeson, Anders Thomas Jensen og Mogens Rukov for deres manuskriptarbejde på film såsom hhv. Den eneste ene, Små ulykker, Blinkende lygter, Elsker dig for evigt, Festen og En kærlighedshistorie.

## Vindere
| Bedste mandlige hovedrolle | Bedste kvindelige hovedrolle |
| --- | --- |
| - Jens Albinus for At kende sandheden - Jørgen Kiil for Små ulykker - Mads Mikkelsen for Elsker dig for evigt - Ole Ernst for Okay                                                                                 | - Paprika Steen for Okay - Maria Bonnevie for Jeg er Dina - Maria Würgler Rich for Små ulykker - Sonja Richter for Elsker dig for evigt                                         |
| Bedste mandlige birolle | Bedste kvindelige birolle |
| - Nikolaj Lie Kaas for Elsker dig for evigt - Henrik Prip i Små ulykker - Jesper Christensen for Okay - Jesper Christensen for Små ulykker                                                                         | - Paprika Steen for Elsker dig for evigt - Birthe Neumann for Elsker dig for evigt - Jannie Faurschou for Små ulykker - Julia Davis i Wilbur begår selvmord                     |
| Bedste danske film | Bedste amerikanske film |
| - Elsker dig for evigt af Susanne Bier - At kende sandheden af Nils Malmros - Okay af Jesper W. Nielsen - Små ulykker af Annette K. Olesen - Wilbur begår selvmord af Lone Scherfig                                | - Mulholland Drive af David Lynch - Gosford Park af Robert Altman - The Man Who Wasn't There af Joel Coen - The Royal Tenenbaums af Wes Anderson - In the Bedroom af Todd Field |
| Bedste ikke-amerikanske film | Bedste dokumentarfilm |
| - Tal til hende af Pedro Almodóvar (Spanien) - Manden uden fortid af Aki Kaurismäki (Finland) - Yi Yi af Edward Yang (Taiwan) - La Pianiste af Michael Haneke (Frankrig/Østrig) - ...Og din mor! af Alfonso Cuarón | - ikke uddelt |

## Øvrige priser

### Æres-Bodil
- Kim Fupz Aakeson, Anders Thomas Jensen og Mogens Rukov for manuskriptarbejde